# Augusto Esteves
Augusto Esteves (São José da Boa Vista, 16 de outubro de 1891 – São Paulo, 3 de fevereiro de 1966) foi um pintor, ceroplasta e ilustrador brasileiro.
Quarto filho de Domingos José Esteves Júnior e de Geraldina Gomes de Oliveira, mudou-se com os pais para o município paulista de Avaré com poucos meses de idade. Um de seus irmãos foi o padre Lindolfo Esteves (1887-1943), conhecido literato católico.
Além de tudo, também assinava suas poesias como Mané Coivara. Trabalhou como desenhista e ceroplasta no Instituto Butantã e em institutos de dermatologia e medicina legal da FMUSP (Faculdade de Medicina da Universidade de São Paulo). Lá, produziu obras em cera que reproduziam doenças dermatológicas e ferimentos infligidos por animais ou acidentes com instrumentos de trabalho. Suas obras foram usadas para fins científicos e didáticos.

## Início da Vida
Augusto Esteves nasceu em 1891, em São José da Boa Vista, no Paraná. Quando tinha apenas meses de vida, em 1892, seus pais mudaram-se para Avaré, em São Paulo.
Foi para a capital com treze anos, acompanhado de seu irmão Lindolfo, que decidira ser padre. Trabalhou em uma firma de armarinhos chamada Martins Costa & Cia. Também dividia seu tempo entre visitar as obras do Museu Paulista e outras mostras de arte que aconteciam esporadicamente por São Paulo.

Desde pequeno mostrava aptidão para o desenho. Em uma carta com suas memórias, divulgadas pelo próprio artista em 1960, e depois transformada em painel na exposição "A Pele Enferma", do Museu Histórico da Faculdade de Medicina (FMUSP) da USP, declarou:
"[...]Quando ainda criança, não sei porque desejei ser escultor, embora nada soubesse o que era essa arte. Tratava-se porém, de uma impressão muito viva sobre o que era uma estátua, porque ouvi de Henrique Orsini certa vez, quando em seu salão de barbeiro a descrição que ele fazia de um monumento erguido na Itália para perpetuar o heroísmo de determinado personagem, quando ateava fogo a um barril de pólvora a fim de destruir a passagem de tropas inimigas. Tratava-se da guerra da Independência da Itália, Henrique Orsini dramatizava de tal maneira a atitude do patriota com uma descrição cheia de entusiasmo [...] Pois bem, creio ter sido a palavra que ouvi como menino curioso, que despertou em mim esse desejo, embora vago, o de ser escultor. Passei a interessar-me no assunto, até que consegui mais clareza sobre o tal trabalho, inteirando-me de que as estátuas eram feitas de pedra ou bronze e representavam pessoas em atitudes espetaculares. Recordei-me que quando na escola do Sr. Amorim, na geografia de Arthur Tiré, fixei na memória a gravura da estátua de José Bonifácio, o moço, existente no largo de São Francisco, em frente á igreja do mesmo nome. Essa figura não me saía da imaginação, eu desejava ver uma estátua!"

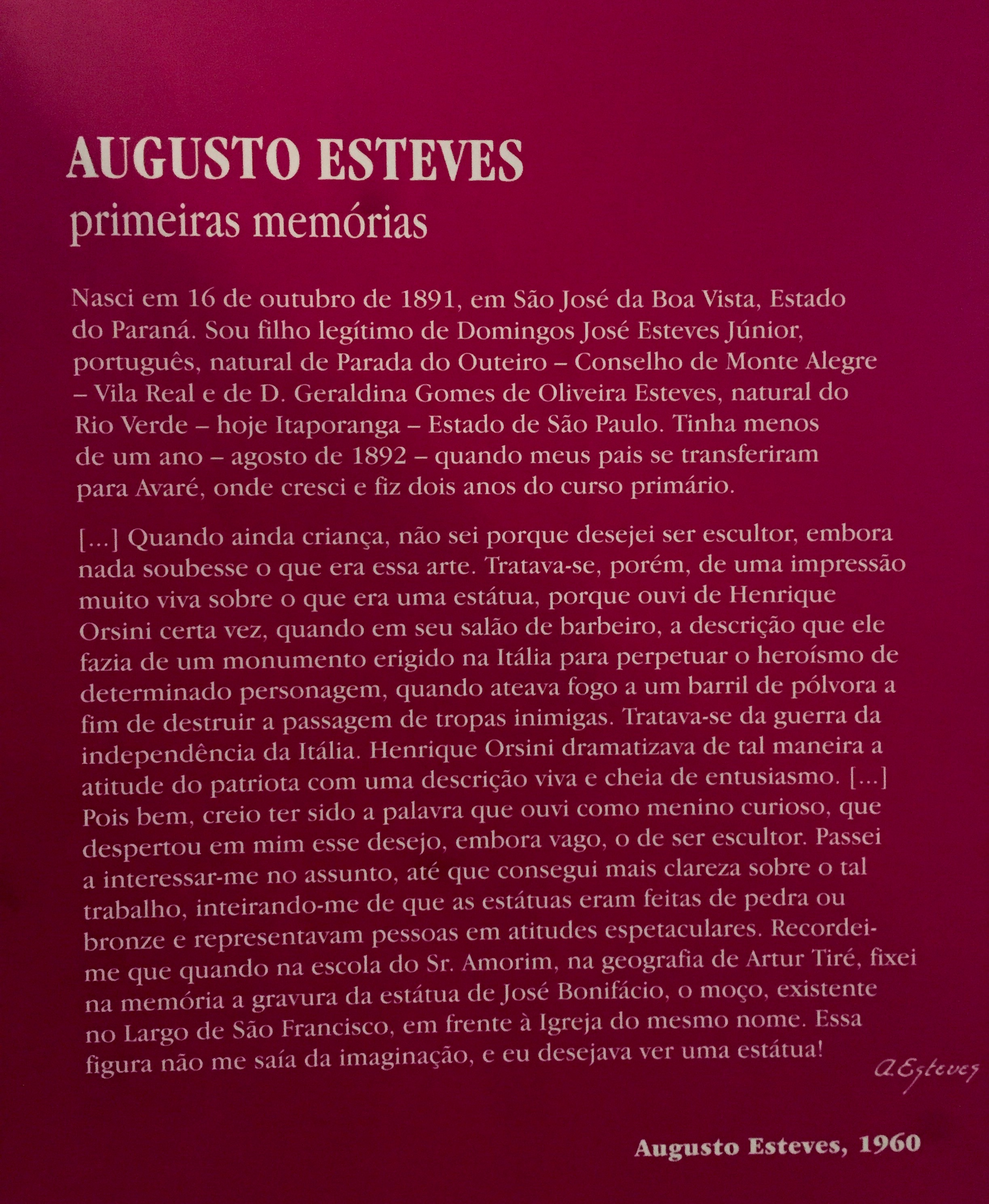
Museu Histórico - Retrato a pico de pena de Augusto Esteves

Aos 17 anos, inscreveu dois trabalhos (um desenho feito a lápis e uma tela em aquarela) na Exposição do Centenário da Abertura dos Portos, no Rio de Janeiro. Ficou em segundo lugar e ganhou uma medalha de prata apesar de nunca ter feito curso nenhum que o instruísse a pintar. Decidiu se dedicar integralmente à escultura, decidiu então abandonar seu emprego anterior para estudar com o italiano Pietro Strina, professor famoso que ministrou aulas no ateliê de George Fischer Elpons, um dos maiores do início do século, que teve como alunos Cimbelino Freitas e Gastão Formenti.
As aulas com Pedro foram pagas com as poucas economias de Esteves. Quando essa reserva acabou, o professor, reconhecendo o talento do aluno, e em troca da limpeza do ateliê, o convidou para continuar os estudos, recebendo uma pequena quantia por isso.
Conviveu nessa época com artistas como Lourenço Petrucci e o fotógrafo Giovanni Sarracino e foi através deste último que Esteves conheceu o Instituto Butantan e seu fundador, Vital Brazil. Em março de 1912, Vital o convidou para ilustrar a edição francesa do livro "A defesa Contra o Ofidismo". O teste de aptidão era desenhar uma cascavel usando como referência uma imagem do animal e escamas verdadeiras.

## Instituto Butantan
Em 1912, Augusto foi apresentado ao médico sanitarista Vital Brazil, responsável pela criação do soro antiofídico e dedicado a combater a febre amarela e a peste bubônica no estado de São Paulo. Neste mesmo ano conseguiu seu emprego no Instituto Butantan. Lá, retratava serpentes e, de acordo com Osvaldo Augusto Sant'anna, coordenador do Instituto Nacional de Ciência e Tecnologia em Toxinas e pesquisador do Laboratório de Imunoquímica do Butantan, inovou com seu modo de retratar os animais:

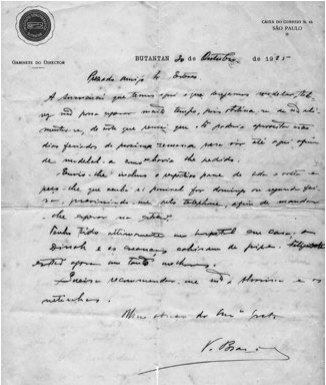
Carta de Vital Brazil a Augusto Esteves, 30/10/1925

“Os principais centros especializados em soros antiofídicos do mundo eram o Instituto Pasteur, na França, e o comandado por Vital Brazil aqui em São Paulo. Vi os desenhos em bico de pena dos desenhistas franceses e não achei nada parecido com o que Esteves fazia aqui.”
Começa, então, a trabalhar como desenhista, retratando serpentes; e como ceroplasta, modelando em cera peças anatômicas que reproduziam as mordidas sofridas pelos humanos expostas junto aos modelos das cobras. Também eram feitos moldes de lesões provocadas por picadas de aranha. Esteves também produziu cartazes de educação sanitária para as escolas primárias, secundárias e diversas repartições estaduais de São Paulo.
Vital Brazil, insatisfeito com os modelos anatômicos alemães (de acordo com ele, eram frágeis de mais e nada parecidos com os reais), delegou a Esteves a tarefa de produzi-los. Não existem mais vestígios das representações feitas em cera pelo artista, mas, uma carta enviada por Vital confirma que sim, o trabalho de Augusto englobada a ceroplastia.
Hoje, no acervo do Instituto Butantan não há mais nenhuma peça remanescente da produção inicial de Augusto Esteves.

## Faculdade de Medicina de Universidade de São Paulo
Depois de contribuir para o acervo do Instituto Butantan, Augusto fez suas primeiras modelagens de lesões para a Faculdade de Medicina de Universidade de São Paulo em 1914. Sua primeira peça representava a "úlcera de Bauru", mais conhecida como Leishmaniose Tegumentar.
Mais tarde, pela quantidade e qualidade de suas produções, foi nomeado “desenhista-ceroplasta” do Instituto Butantan. Em um congresso que tomou o fim de setembro de 1917 e o começo de 1918 e no qual foram expostas vinte peças do artista que representavam diferentes tipos de úlcera.
Contudo, a contratação de Augusto Esteves pela Faculdade de Medicina de São Paulo se deu apenas em 1934. Atuou no Instituto Oscar Freire sob a supervisão de Flamínio Fávero. Entre 1943 e 1959, foi auxiliar técnico da Clínica Dermatológica da Universidade de São Paulo. Nesse interim, se dedicou à moulage dermatológica, produzindo aproximadamente 259 peças

## Vida Pessoal
Em 1919 Augusto, ainda solteiro, se mudou para Niterói para que Vital Brazil pudesse realizar sua vontade: fundar um instituto que levasse seu nome, cujo objetivo era pesquisar e produzir "produtos biológicos, veterinários e farmacêuticos". Ao conhecer Vital, Augusto também conheceu sua família e se apaixonou por Alvarina, segunda filha de seu patrão e colega. Os dois se casaram no dia 11 de novembro de 1920 no Rio de Janeiro. O casal teve 6 filhas nascidas em Niterói (RJ): Maria, Lygia, Jacy, Gláucia, Flávia e Itaé.

## Exposições
- Exposição Comemorativa da Abertura dos Portos (1908 : Rio de Janeiro, RJ)[14]
- Primeira Exposição Brasileira de Belas Artes (1911 : São Paulo, SP) Liceu de artes e oficios de São Paulo[15]
- Obras de Augusto Esteves e Oscar Pereira da Silva (1916 : São Paulo, SP)[16]
- Obras de Augusto Esteves (1944 - São Paulo, SP) Livraria Brasiliense[17]
- Obras de Augusto Esteves (1949 - São Paulo, SP) Externato São José (Piracicaba)[18]
- Salão Paulista de Belas Artes (1949 - São Paulo, SP)[19]
- Salão Paulista de Belas Artes (1952 - São Paulo, SP)[20]
- Salão Paulista de Belas Artes(1954 - São Paulo, SP)[21]
- Salão Paulista de Belas Artes (1956 - São Paulo, SP)[22]
- Salão de Belas Artes de Piracicaba (1954 : Piracicaba, SP) Externato São José (Piracicaba)[21]
- Salão Paulista de Belas Artes (1956 - São Paulo, SP)[22]
- Salão de Belas Artes de Piracicaba(1954 - Piracicaba, SP)[21]
- "Dezenovevinte: uma virada no século" (1986  São Paulo, SP)Pinacoteca do Estado de São Paulo[23]

## Legado e Homenagens

### "Serpentes: Arte e Ciência", de Paulo Henrique Moisés Canter
46 anos após a morte de Esteves, foi lançado o livro "Serpentes: Arte e Ciência", de autoria do biólogo e diretor da Divisão Cultural do Instituto Butantan Henrique Moisés Canter. Lançamento do próprio Instituto, o livro contém as obras dos artistas que trilharam sua história. Augusto Esteves, por seu pioneirismo, ganhou o primeiro capítulo do livro.

### Exposição "A Pele Enferma: Augusto Esteves e seu museu de cera"
A exposição "A Pele Enferma: Augusto Esteves e seu museu de cera", disponível na Faculdade de Medicina da Universidade de São Paulo apresenta uma parte das mais de duzentas obras ceroplásticas produzidas entre as décadas de 1930 e 1950 pelo artista, quando atuou como desenhista e ceroplasta da Faculdade de Medicina da Universidade de São Paulo. Elas formam um dos mais amplos acervos ceroplásticos do mundo.

### Museu Ceroplástico Augusto Esteves
O Museu Ceroplástico Augusto Esteves foi inaugurado na Faculdade de Medicina da Universidade de São Paulo. Fundado em 1891, o Museu Ceroplástico Augusto Esteves contava com desenhos originais do artistas para o livro "História da Medicina em Portugal", doadas ao Prof. Lacaz. O museu estava vinculado ao Museu Histórico Professor Carlos da Silva Lacaz.
Acompanhava desenhos originais  uma série de impressões e reproduções de trabalhos desenvolvidos por Esteves, além de boletins, convites de exposições e reportagens que retratam sua trajetória pessoal e profissional. O acervo, hoje desativado, conta com 284 peças em cera, reproduzindo diversas dermatoses.

## Poesia
Além de ilustrador e ceroplasta, Augusto Esteves era poeta. Pouco se vê sobre sua produção literária, porém é possível encontrar este poema encontrado e publicado por sua neta, a socióloga Marta Gil.
As fror de São Juão
É como fogo em penacho
Grudado num cipó.
Dá bastante... purção:
Uma penca em cada nó.
É só chega o friu
Aparece os botão,
Nuns cacho bem grandão
Que abre e frorece
Nos tempo de festejá
Santantonho, São Juão.
Nem marela, nem vermêia:
É a mistura das duas.
De nenhuma tem a sobra...
Cor de miolo de abóbra,
tão lindo de se vê
e alegre como quê...
(...)

## Obras

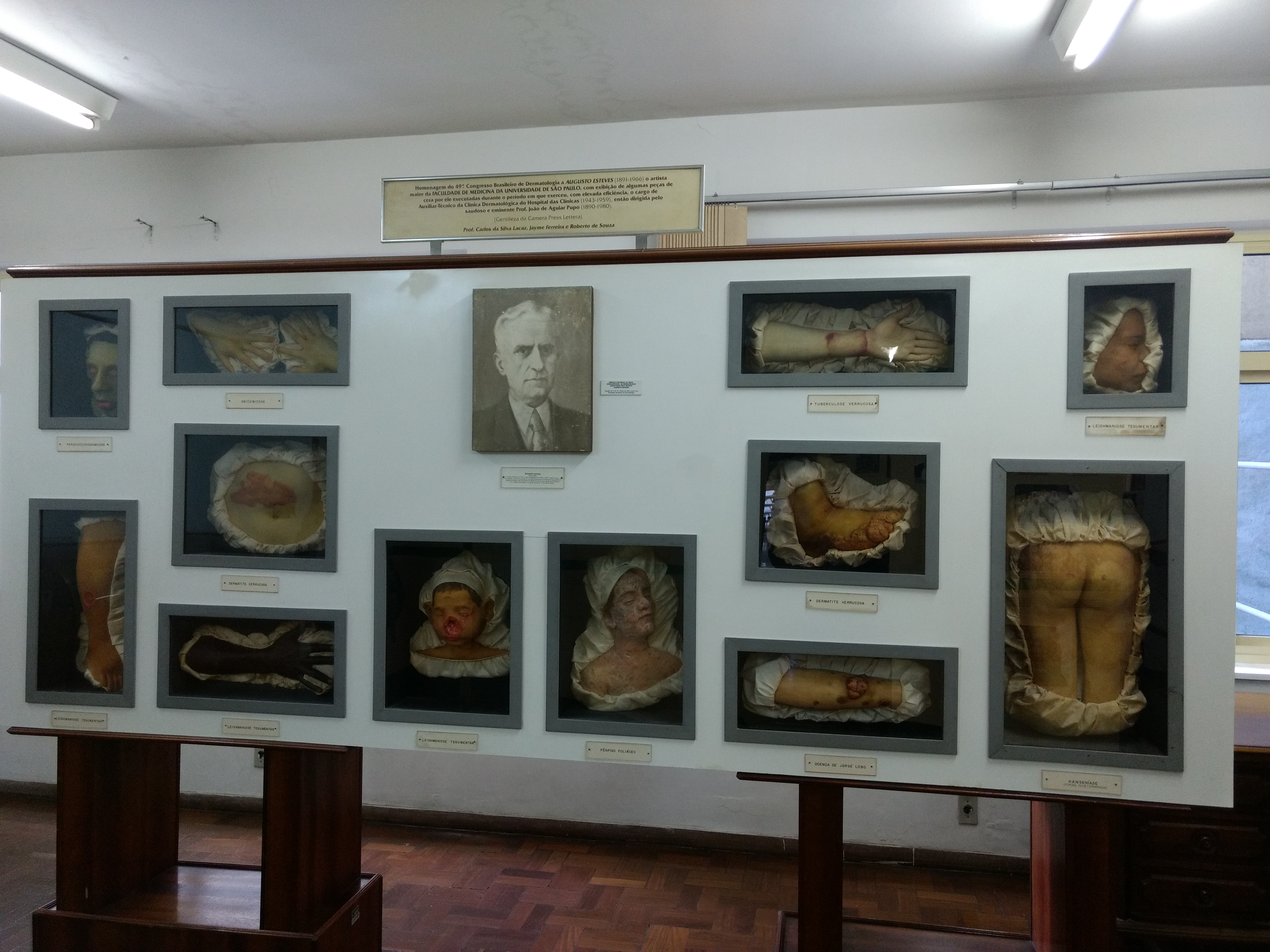
Museu da História da Medicina da Associação Paulista de Medicina